# Hypsometra viridis
Hypsometra viridis är en fjärilsart som beskrevs av Louis Beethoven Prout 1930. Hypsometra viridis ingår i släktet Hypsometra och familjen mätare. Inga underarter finns listade i Catalogue of Life.